# スコット・チャイアソン
スコット・クリストファー・チャイアソン（Scott Christopher Chiasson、1977年8月14日 - ）は、アメリカ合衆国コネチカット州出身のプロ野球選手（投手）。
横浜ベイスターズ時代の登録名は「チアソン」。

## 経歴
1998年のMLBドラフト5巡目でカンザスシティ・ロイヤルズに指名され契約。2001年9月19日、シカゴ・カブスからメジャーデビュー。
2006年、シンシナティ・レッズ傘下のAAA級ルイビルで3勝2敗29セーブ、防御率1.91の成績を挙げた。
2007年、横浜ベイスターズに移籍。右の先発候補として期待された。しかし、春季キャンプ中に体調不良で練習の早退が続き、オープン戦でもボークを連発するなど課題を露呈した。さらにオープン戦中に右肩を痛めたこともあり開幕一軍はならなかった。その後、5月に右肩の治療のため帰国。7月にチームに再合流し、一時はブルペンで投球練習を行うまで回復していたが、今度は右肘を痛め、一軍・二軍共に登板機会がないまま、8月27日に球団から戦力外通告を受けた。結局、横浜での実戦登板はオープン戦の3試合のみであった。
2008年からは、メキシカンリーグのキンタナロー・タイガースに所属。同年8月、ボルチモア・オリオールズとマイナー契約を結んだが、2009年3月には放出され、その後は2011年まで再びメキシカンリーグでプレーを続けた。

## プレースタイル
オーバースローとサイドスローの2種類のフォームから投じられる最速150km/hのストレートとスライダー・チェンジアップなどの多彩な変化球が武器。

## 詳細情報

### 年度別投手成績
| 年 度    | 球 団    | 登 板 | 先 発 | 完 投 | 完 封 | 無 四 球 | 勝 利 | 敗 戦 | セ 丨 ブ | ホ 丨 ル ド | 勝 率 | 打 者 | 投 球 回 | 被 安 打 | 被 本 塁 打 | 与 四 球 | 敬 遠 | 与 死 球 | 奪 三 振 | 暴 投 | ボ 丨 ク | 失 点 | 自 責 点 | 防 御 率 | W H I P |
| -------- | -------- | ----- | ----- | ----- | ----- | -------- | ----- | ----- | -------- | ----------- | ----- | ----- | -------- | -------- | ----------- | -------- | ----- | -------- | -------- | ----- | -------- | ----- | -------- | -------- | ------- |
| 2001     | CHC      | 6     | 0     | 0     | 0     | 0        | 1     | 1     | 0        | 1           | .500  | 28    | 6.2      | 5        | 2           | 2        | 0     | 1        | 6        | 1     | 0        | 2     | 2        | 2.70     | 1.05    |
| 2002     | CHC      | 4     | 0     | 0     | 0     | 0        | 0     | 0     | 0        | 0           | ----  | 31    | 4.2      | 11       | 2           | 6        | 1     | 0        | 3        | 0     | 0        | 12    | 12       | 23.14    | 3.64    |
| MLB：2年 | MLB：2年 | 10    | 0     | 0     | 0     | 0        | 1     | 1     | 0        | 1           | ----  | 59    | 11.1     | 16       | 4           | 8        | 1     | 1        | 9        | 1     | 0        | 14    | 14       | 11.12    | 2.12    |

### 背番号
- 37（2001年 - 2002年）
- 56（2007年）